# Hải chiến ngoài khơi Abkhazia
Trận đánh ngoài khơi Abkhazia là một cuộc hải chiến giữa đơn vị biệt kích của Hạm đội Biển Đen (Nga) và bốn hoặc năm tàu của Hải quân Gruzia và Lực lượng Tuần tra Bờ biển Gruzia. Theo phía Nga và Ukrain, trận chiến xảy ra ngày 9 hoặc 10 tháng 8 năm 2008 tại lãnh hải của Gruzia thuộc ven biển gần bến cảng của Otchamtchire trong Chiến tranh Nam Ossetia 2008.

## Nga đưa hạm đội Biển Đen tới Gruzia

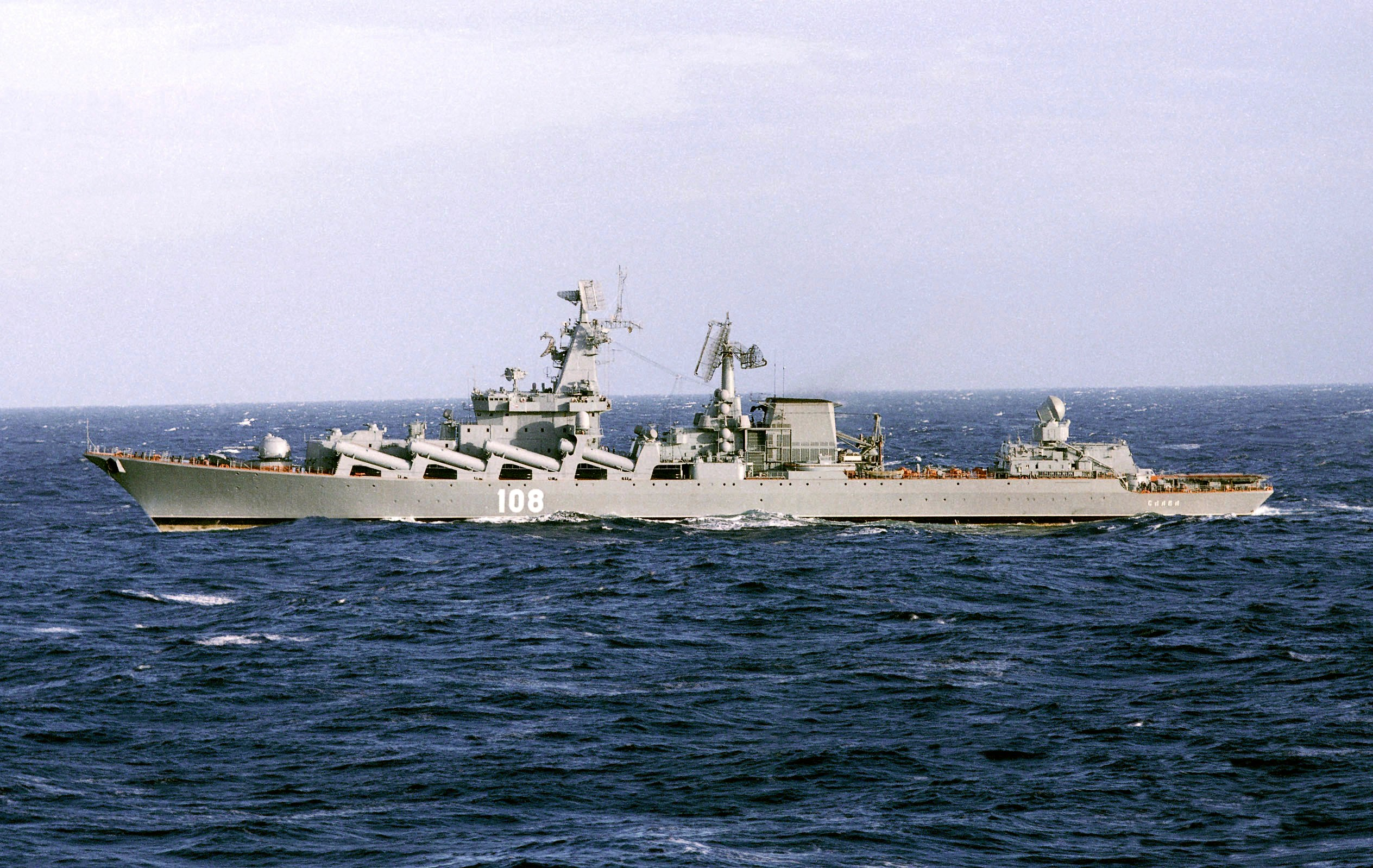
Tuần dương hạm Moskva mang tên lửa dẫn đường của Nga

Trước tình hình chiến sự leo thang ác liệt giữa Nga và Gruzia, ngày 10 tháng 8 Nga đã quyết định đưa hạm đội Biển Đen nổi tiếng tới sát bờ biển Gruzia. Các tàu chiến được cử đến bao gồm 1 tàu từ căn cứ Sebastopol và 4 tàu tới từ Novorossiysk. Các căn cứ này đều thuộc hạm đội Biển Đen.
Cũng trong ngày, theo lời Bộ trưởng Gruzia thì một tàu thương mại chở ngũ cốc của phía Gruzia trên đường đi đã bị một tàu chiến Nga chặn lại và buộc phải đổi hướng. Trong lúc này, cứ 15 phút một lần, các máy bay tiêm kích của Nga lại tuần tra dọc biên giới và sẵn sàng tấn công các mục tiêu phía dưới. Trước đó, xe tăng Nga tiến vào khu vực gây tranh cãi Nam Ossetia và máy bay chiến đấu của Nga ném bom một thành phố của Gruzia.
Với những sự việc này, theo lời nhận định của Thư ký Ủy ban An ninh Gruzia, ông Kakha Lomaia thì có vẻ như Nga muốn "thực hiện một cuộc chiến tổng lực, toàn diện" đối với Gruzia.

## Trận hải chiến được khẳng định
Bộ Quốc phòng Nga xác nhận, sau khi tàu Gruzia khiêu khích hạm đội Nga, các đơn vị Nga trả đũa bằng loạt súng, nhấn chìm một trong số các tàu tấn công và buộc ba tàu chiến Gruzia còn lại phải rút lui đến hải cảng của Poti. Mặc dù phía Gruzia im lặng về chuyện này, các quan chức Abkhazia cũng xác nhận vài trận đánh diễn ra ngoài khơi bờ biển của họ.
Phía Nga phủ nhận cáo buộc họ đưa tàu vào Biển Đen là nhằm phong tỏa Gruzia.

## Hậu quả
Lực lượng Nga đổ bộ tại Otchamtchire nắm quyền kiểm soát hải cảng Poti ngày 12 tháng 8 năm 2008. Theo chính phủ Gruzia, tất cả tàu chiến ở đó, phần lớn là tàu của Đội Cảnh sát Tuần tra Biên giới, bị phá hủy tại bến tàu hoặc bị mắc cạn và chìm ở vùng nước cạn, kể cả tàu "Dioskuria" mang tên lửa. Các thủy thủ đã lánh nạn trước đó. Thuyền trưởng tàu hộ tống Mirazh, Ivan Dubik, cùng với các thành viên khác của lực lượng vũ trang Nga được Tổng thống Nga Dimitry Medvedev tuyên dương tại Moskva và tặng uy chương quân đội.
Bất chấp chuyện gì đã xảy ra, 30 thủy thủ và một tàu Gruzia không được chính phủ và phương tiện truyền thông Gruzia lý giải. Về nguyên tắc, việc không có thông tin này phải được giải quyết.